# Ніжність (роман)
«Ніжність» (фр. La Délicatesse) — восьмий роман французького письменника і режисера Давіда Фоенкіноса, опублікований 2009 року у видавництві «Галлімар». Книжка перекладена 43-ма мовами і видана понад мільйонним накладом. У Франції роман був номінований на п’ять найпрестижніших французьких літературних премій.

## Про роман
Це історія про Наталі, молоду, щасливу дівчину, яка втрачає чоловіка Франсуа і знову вчиться жити. Наталі з головою поринає в роботу, а тоді одного дня випадково цілує свого дивакуватого колегу Маркуса.Це був раптовий порив, імпульс, якому спочатку вона не надала якогось значення і який змінив її життя.
«Мій роман "Ніжність" — це не особиста історія, я здебільшого пишу вигадані речі. Проте завжди є підсвідомі речі, які я свого часу пережив і які відлунюють у моїх книгах. "Ніжність" — книга про відновлення і реконструкцію, про повернення до життя. Зокрема тут я описав і своє відновлення. Головна героїня Наталі після трьох років жалоби повертається до норми, знову починає відчувати — а це щось таке, чим ми не завжди здатні управляти. Імпульсом до відновлення у книжці виступає несподіваний поцілунок», — Давід Фоенкінос.

## Екранізація
2011 року був знятий однойменний фільм з Одрі Тоту і Франсуа Дам'єном у головних ролях. Режисерами стрічки виступили самі брати Давід і Стефан Фоенкіноси.

## Український переклад
Ніжність / Давід Фоенкінос ; пер. з фр. Ірини Серебрякової. — Львів : Видавництво Старого Лева, 2018. — 192 с.
Український переклад роману 2019 року був відзначений премією ім. Григорія Сковороди.